# 呂陽 (崇禎進士)
吕阳（？—？），字全五，號薪斋，南直隶常州府無錫縣人。明末清初政治人物。

## 生平
崇祯十二年（1639年）己卯科應天乡试举人，崇祯十三年（1640年）聯捷庚辰科進士，钦授兵部车驾司主事，巡视皇城。
明亡仕清，顺治十一年（1654年）四月，降补原任浙江温处道参议吕阳为湖广按察使司佥事、下江防兵备道，未几以婪赃革职。

## 著作
著有《薪斋集》八卷。